# Reichensachsen
Reichensachsen is een deel van de Duitse gemeente Wehretal. Reichensachsen telde in 2007 4000 inwoners. De plaats behoort tot Wehretal sinds 1974.

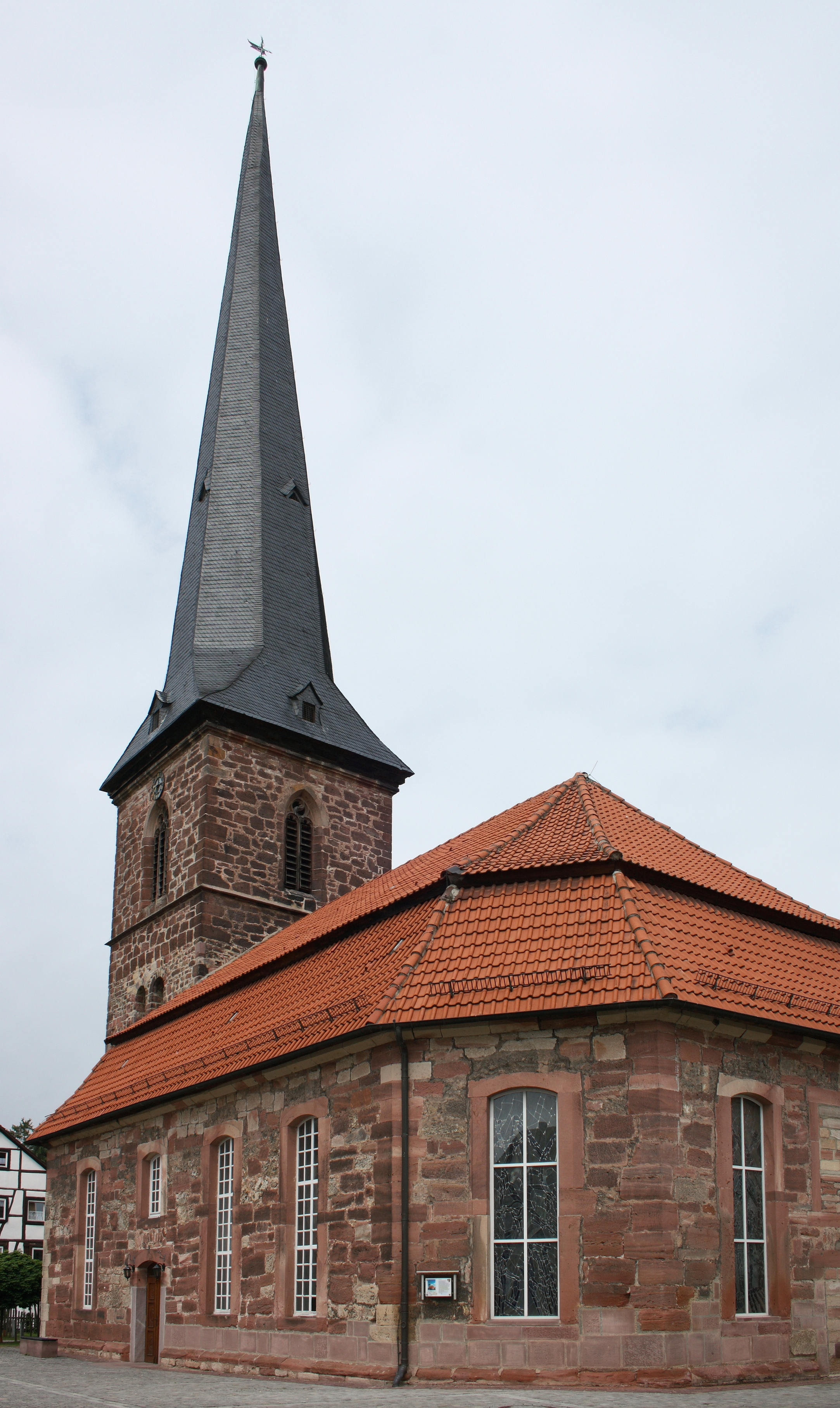
Parochiekerk

Hoheneiche · Langenhain · Oetmannshausen · Reichensachsen · Vierbach